# Zygodon gracilis
Zygodon gracilis là một loài Rêu trong họ Orthotrichaceae. Loài này được Wilson miêu tả khoa học đầu tiên năm 1861.